# جيمي سميث (لاعب كرة قدم مواليد 2002)
جيمي سميث (بالإنجليزية: Jamie Smith)‏ هو لاعب كرة قدم بريطاني، ولد في 8 مايو 2002.